# John Aloisi
John Aloisi (Adelaide, 5 februari 1976) is een Australisch voormalig profvoetballer. Hij is de jongere broer van Ross Aloisi, die eveneens profvoetballer is geweest.

## Clubcarrière
Aloisi maakte in 1993 op 17-jarige leeftijd zijn profdebuut bij het Belgische Antwerp FC, dat hem had overgenomen van Australia Institute of Sport. In 1996 vertrok Aloisi naar het Italiaanse Cremonese. Een jaar later tekende hij bij Portsmouth FC. Bij deze club scoorde Aloisi in twee seizoenen 25 competitiedoelpunten. In 1998 ging de Australiër naar Coventry City, maar in zijn drie jaar bij de Engelse club scoorde hij nauwelijks. Aloisi vertrok naar Spanje om bij CA Osasuna te gaan voetballen. Daar werd hij al snel een vaste waarde en in 2005 bereikte de aanvaller met Osasuna de finale van de Copa del Rey. Hierin was Real Betis echter te sterk.
In de zomer van 2005 maakte Aloisi de overstap naar Deportivo Alavés, nadat eerder een transfer naar Panathinaikos op het laatste moment werd afgeblazen. In 2006 degradeerde hij met Deportivo Alavés uit de Primera División. Na een jaar in de Segunda División A te hebben gespeeld, keerde Aloisi terug naar Australië. In oktober 2007 tekende hij een contract bij Central Coast Mariners. Aloisi won met deze club de reguliere competitie van de A-League, maar in de finale van de play-offs werd met 1-0 verloren van Newcastle United Jets. In maart 2008 stapte Aloisi van Central Coast Mariners over naar Sydney FC. In 2010 stapte hij over naar Melbourne Heart waar hij een jaar later zijn carrière beëindigde. In mei 2012 werd hij aangesteld als trainer van deze club, wat hij bleef tot en met december 2013.

## Clubstatistieken
| seizoen    | club                   | land               | competitie             | duels | goals |
| ---------- | ---------------------- | ------------------ | ---------------------- | ----- | ----- |
| 1993/94    | Adelaide City          | Vlag van Australië | National Soccer League | ??    | ??    |
| 1993/94    | Standard Luik          | Vlag van België    | Jupiler League         | ??    | ??    |
| 1993/94    | Antwerp FC             | Vlag van België    | Jupiler League         | 7     | 2     |
| 1994/95    | Antwerp FC             | Vlag van België    | Jupiler League         | 16    | 3     |
| 1995/96    | Antwerp FC             | Vlag van België    | Jupiler League         | 12    | 2     |
| 1995/96    | US Cremonese           | Vlag van Italië    | Serie A                | 22    | 2     |
| 1996/97    | US Cremonese           | Vlag van Italië    | Serie B                | 26    | 2     |
| 1997/98    | Portsmouth FC          | Vlag van Engeland  | First Division         | 38    | 12    |
| 1998/99    | Portsmouth FC          | Vlag van Engeland  | First Division         | 22    | 13    |
| 1998/99    | Coventry City          | Vlag van Engeland  | Premier League         | 16    | 5     |
| 1999/00    | Coventry City          | Vlag van Engeland  | Premier League         | 7     | 2     |
| 2000/01    | Coventry City          | Vlag van Engeland  | Premier League         | 18    | 3     |
| 2001/02    | CA Osasuna             | Vlag van Spanje    | Primera División       | 30    | 9     |
| 2002/03    | CA Osasuna             | Vlag van Spanje    | Primera División       | 31    | 8     |
| 2003/04    | CA Osasuna             | Vlag van Spanje    | Primera División       | 33    | 5     |
| 2004/05    | CA Osasuna             | Vlag van Spanje    | Primera División       | 26    | 6     |
| 2005/06    | Deportivo Alavés       | Vlag van Spanje    | Primera División       | 33    | 10    |
| 2006/07    | Deportivo Alavés       | Vlag van Spanje    | Segunda División A     | 25    | 6     |
| 2007/08    | Central Coast Mariners | Vlag van Australië | A-League               | 12    | 7     |
| 2008/09    | Sydney FC              | Vlag van Australië | A-League               | 9     | 1     |
| 2009/10    | Sydney FC              | Vlag van Australië | A-League               | 24    | 9     |
| 2010/11    | Melbourne Heart        | Vlag van Australië | A-League               | 20    | 8     |
| Bijgewerkt | 11-05-2012             |                    |                        |       |       |

## Interlandcarrière
John Aloisi was tevens Australisch international. Hij maakte zijn debuut voor zijn land in 1997 tegen Macedonië. Met de Socceroos nam Aloisi deel aan drie edities van de FIFA Confederations Cup, in 1997, 2001 en 2005. In 1997, toen Australië verliezend finalist was, scoorde Aloisi tegen Mexico. In 2005 maakte de aanvaller in drie duels vier doelpunten: zowel twee tegen Duitsland als tegen Argentinië. Enkele maanden later, in november 2005, plaatste Aloisi met Australië zich ten koste van Uruguay voor het Wereldkampioenschap voetbal 2006. In de strafschoppenserie, gehouden nadat zowel de heenwedstrijd als de return in 1-0 waren geëindigd, nam Aloisi de laatste en beslissende penalty voor Australië.
Op het WK werd Aloisi de tweede Australiër ooit die scoorde op een WK, na zijn ploeggenoot Tim Cahill. Als invaller maakte Aloisi de 3-1 in de eerste groepswedstrijd tegen Japan. Australië zou uiteindelijk in de achtste finales door Italië worden uitgeschakeld en Aloisi speelde in totaal vier WK-wedstrijden, allen als invaller.
Hij behoorde tot de selectie voor de Azië Cup 2007, het eerste Aziatische toernooi waaraan Australië deelnam na de overstap van de OFC naar de AFC in januari 2007. De Azië Cup 2007 werd geen succes voor de Socceroos, die in de kwartfinale door Japan werden uitgeschakeld na strafschoppen. Aloisi maakte in deze wedstrijd het enige Australische doelpunt.
| Interlands van John Aloisi voor Australië | Interlands van John Aloisi voor Australië | Interlands van John Aloisi voor Australië | Interlands van John Aloisi voor Australië | Interlands van John Aloisi voor Australië | Interlands van John Aloisi voor Australië |
| №                                         | Datum                                     | Wedstrijd                                 | Uitslag                                   | Competitie                                | Goals                                     |
| ----------------------------------------- | ----------------------------------------- | ----------------------------------------- | ----------------------------------------- | ----------------------------------------- | ----------------------------------------- |
| 1                                         | 12.03.1997                                | Macedonië – Australië                     | 0–1                                       | Vriendschappelijk                         |                                           |
| 2                                         | 02.04.1997                                | Hongarije – Australië                     | 1–3                                       | Vriendschappelijk                         |                                           |
| 3                                         | 11.06.1997                                | Australië – Salomonseilanden              | 13–0                                      | WK-kwalificatie                           |                                           |
| 4                                         | 19.06.1997                                | Australië – Tahiti                        | 2–0                                       | WK-kwalificatie                           |                                           |
| 5                                         | 28.06.1997                                | Nieuw-Zeeland – Australië                 | 0–3                                       | WK-kwalificatie                           |                                           |
| 6                                         | 06.07.1997                                | Australië – Nieuw-Zeeland                 | 2–0                                       | WK-kwalificatie                           |                                           |
| 7                                         | 01.10.1997                                | Tunesië – Australië                       | 0–3                                       | Vriendschappelijk                         |                                           |
| 8                                         | 12.12.1997                                | Australië – Mexico                        | 3–1                                       | FIFA Confederations Cup                   |                                           |
| 9                                         | 14.12.1997                                | Australië – Brazilië                      | 0–0                                       | FIFA Confederations Cup                   |                                           |
| 10                                        | 16.12.1997                                | Saoedi-Arabië – Australië                 | 1–0                                       | FIFA Confederations Cup                   |                                           |
| 11                                        | 21.12.1997                                | Brazilië – Australië                      | 6–0                                       | FIFA Confederations Cup                   |                                           |
| 12                                        | 06.06.1998                                | Kroatië – Australië                       | 7–0                                       | Vriendschappelijk                         |                                           |
| 13                                        | 04.10.2000                                | Australië – Koeweit                       | 1–0                                       | Vriendschappelijk                         |                                           |
| 14                                        | 07.10.2000                                | Zuid-Korea – Australië                    | 4–2                                       | Vriendschappelijk                         |                                           |
| 15                                        | 28.02.2001                                | Colombia – Australië                      | 3–2                                       | Vriendschappelijk                         |                                           |
| 16                                        | 09.04.2001                                | Australië – Tonga                         | 22–0                                      | WK-kwalificatie                           |                                           |
| 17                                        | 14.04.2001                                | Australië – Fiji                          | 2–0                                       | WK-kwalificatie                           |                                           |
| 18                                        | 01.06.2001                                | Australië – Frankrijk                     | 1–0                                       | FIFA Confederations Cup                   |                                           |
| 19                                        | 07.06.2001                                | Japan – Australië                         | 1–0                                       | FIFA Confederations Cup                   |                                           |
| 20                                        | 20.06.2001                                | Nieuw-Zeeland – Australië                 | 0–2                                       | WK-kwalificatie                           |                                           |
| 21                                        | 24.06.2001                                | Australië – Nieuw-Zeeland                 | 4–1                                       | WK-kwalificatie                           |                                           |
| 22                                        | 15.08.2001                                | Japan – Australië                         | 3–0                                       | Vriendschappelijk                         |                                           |
| 23                                        | 11.11.2001                                | Australië – Frankrijk                     | 1–1                                       | Vriendschappelijk                         |                                           |
| 24                                        | 25.11.2001                                | Uruguay – Australië                       | 3–0                                       | WK-kwalificatie                           |                                           |
| 25                                        | 12.02.2003                                | Engeland – Australië                      | 1–3                                       | Vriendschappelijk                         |                                           |
| 26                                        | 19.08.2003                                | Ierland – Australië                       | 2–1                                       | Vriendschappelijk                         |                                           |
| 27                                        | 30.03.2004                                | Australië – Zuid-Afrika                   | 1–0                                       | Vriendschappelijk                         |                                           |
| 28                                        | 29.05.2004                                | Australië – Nieuw-Zeeland                 | 1–0                                       | WK-kwalificatie                           |                                           |
| 29                                        | 31.05.2004                                | Australië – Tahiti                        | 9–0                                       | WK-kwalificatie                           |                                           |
| 30                                        | 04.06.2004                                | Australië – Vanuatu                       | 3–0                                       | WK-kwalificatie                           |                                           |
| 31                                        | 06.06.2004                                | Australië – Salomonseilanden              | 2–2                                       | WK-kwalificatie                           |                                           |
| 32                                        | 26.03.2005                                | Australië – Irak                          | 2–1                                       | Vriendschappelijk                         |                                           |
| 33                                        | 15.06.2005                                | Duitsland – Australië                     | 4–3                                       | FIFA Confederations Cup                   |                                           |
| 34                                        | 18.06.2005                                | Australië – Argentinië                    | 2–4                                       | FIFA Confederations Cup                   |                                           |
| 35                                        | 21.06.2005                                | Australië – Tunesië                       | 0–2                                       | FIFA Confederations Cup                   |                                           |
| 36                                        | 03.09.2005                                | Australië – Salomonseilanden              | 7–0                                       | WK-kwalificatie                           |                                           |
| 37                                        | 09.10.2005                                | Australië – Jamaica                       | 5–0                                       | Vriendschappelijk                         |                                           |
| 38                                        | 12.11.2005                                | Uruguay – Australië                       | 1–0                                       | WK-kwalificatie                           |                                           |
| 39                                        | 16.11.2005                                | Australië – Uruguay                       | 1–0                                       | WK-kwalificatie                           |                                           |
| 40                                        | 04.06.2006                                | Nederland – Australië                     | 1–1                                       | Vriendschappelijk                         |                                           |
| 41                                        | 07.06.2006                                | Australië – Liechtenstein                 | 3–1                                       | Vriendschappelijk                         |                                           |
| 42                                        | 12.06.2006                                | Australië – Japan                         | 3–1                                       | WK-eindronde                              |                                           |
| 43                                        | 18.06.2006                                | Brazilië – Australië                      | 2–0                                       | WK-eindronde                              |                                           |
| 44                                        | 22.06.2006                                | Kroatië – Australië                       | 2–2                                       | WK-eindronde                              |                                           |
| 45                                        | 26.06.2006                                | Italië – Australië                        | 1–0                                       | WK-eindronde                              |                                           |
| 46                                        | 06.09.2006                                | Koeweit – Australië                       | 2–0                                       | Kwalificatie Azië Cup 2007                |                                           |
| 47                                        | 07.10.2006                                | Australië – Paraguay                      | 1–1                                       | Vriendschappelijk                         |                                           |
| 48                                        | 11.10.2006                                | Australië – Bahrein                       | 2–0                                       | Kwalificatie Azië Cup 2007                |                                           |
| 49                                        | 14.11.2006                                | Australië – Ghana                         | 1–1                                       | Vriendschappelijk                         |                                           |
| 50                                        | 06.02.2007                                | Australië – Denemarken                    | 1–3                                       | Vriendschappelijk                         |                                           |
| 51                                        | 08.07.2007                                | Australië – Oman                          | 1–1                                       | Azië Cup                                  |                                           |
| 52                                        | 13.07.2007                                | Irak – Australië                          | 3–1                                       | Azië Cup                                  |                                           |
| 53                                        | 16.07.2007                                | Thailand – Australië                      | 0–4                                       | Azië Cup                                  |                                           |
| 54                                        | 21.07.2007                                | Japan – Australië                         | 1–1                                       | Azië Cup                                  |                                           |
| 55                                        | 06.02.2008                                | Australië – Qatar                         | 3–0                                       | WK-kwalificatie                           |                                           |

## Trainer
Nadat hij stopte met spelen werd Aloisi in 2011 jeugdtrainer bij Melbourne Heart. Bij diezelfde club werd hij in mei 2012 benoemd tot hoofdtrainer. Alosi tekende voor drie jaar, maar werd in december 2013 ontslagen.
Aloisi werd in februari 2015 jeugdtrainer bij Melbourne Victory. In mei van dat jaar stapte hij over naar Brisbane Roar FC, waar hij opnieuw hoofdcoach werd.